# Mørkøv Station
Mørkøv Station er en jernbanestation i Mørkøv.

## Togforbindelser
Stationen betjenes på hverdage, uden for myldretiden med:
- 1 tog pr. time mod Kalundborg
- 1 tog pr. time mod København H / Østerport